# Indonesische Badmintonmeisterschaft 2009
Die Indonesische Badmintonmeisterschaft 2009 fand aufgrund von Terminschwierigkeiten erst im Januar 2010 in Surabaya statt.

## Austragungsort
- Surabaya

## Finalergebnisse
| Disziplin    | Sieger                         | Finalist                                | Ergebnis            |
| ------------ | ------------------------------ | --------------------------------------- | ------------------- |
| Herreneinzel | Sony Dwi Kuncoro               | Andre Kurniawan Tedjono                 | 21-17, 22-20        |
| Dameneinzel  | Maria Kristin Yulianti         | Maria Febe Kusumastuti                  | 21-17, 17-21, 23-21 |
| Herrendoppel | Markis Kido Hendra Setiawan    | Rian Sukmawan Yonathan Suryatama Dasuki | 21-9, 21-13         |
| Damendoppel  | Meiliana Jauhari Greysia Polii | Liliyana Natsir Shendy Puspa Irawati    | 21-19, 18-21, 21-17 |
| Mixed        | Tontowi Ahmad Greysia Polii    | Muhammad Rizal Debby Susanto            | 21-11, 21-19        |